# Eisenbahnunfall von Armagh
Der Eisenbahnunfall von Armagh am 12. Juni 1889 in Nordirland wurde durch eine Reihe technischer Unzulänglichkeiten verursacht und war der schwerste Eisenbahnunfall, der sich auf Irland je ereignet hat.
81 Tote und 260 Verletzte waren die Folge dieser Katastrophe. Da der Sonderzug für einen Schulausflug gebucht war, waren viele Kinder unter den Opfern.

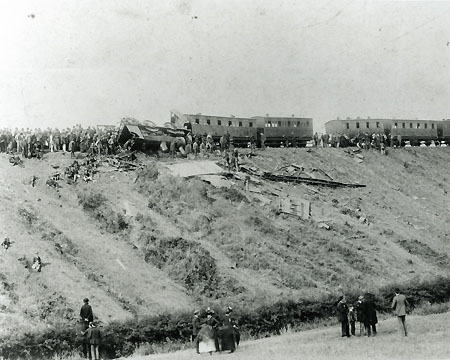
Die Unfallstelle mit der Lok des planmäßigen Zuges (links) und den darauf aufgefahrenen, entlaufenen Wagen des Sonderzuges (rechts)

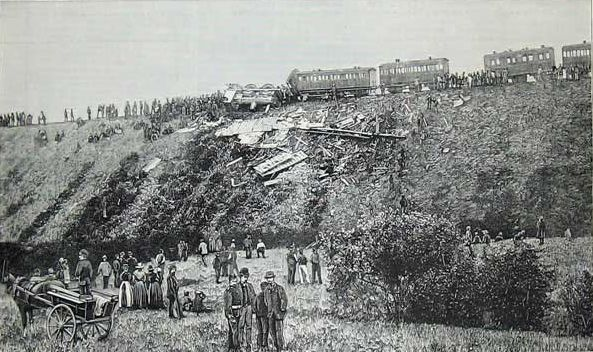
Die Unfallstelle aus einem zweiten Blickwinkel

## Technische Rahmenbedingungen
Einige Rahmenbedingungen waren für den Unfall und sein Ausmaß maßgeblich:
- Die für den Sonderzug eingesetzte Lokomotive war zu schwach für das Zuggewicht des aus 15 Wagen gebildeten Zuges und die zu bewältigende Steigung.
- Die Züge auf der Strecke waren mit Smith-Bremsen, einer Vakuumbremse, ausgerüstet, die aber bei einer Zugtrennung wirkungslos wurde.
- Nur der erste und der letzte Wagen waren mit Bremseinrichtungen versehen.
- Auf der Strecke verkehrten die Züge nicht im Raum-, sondern im Zeitabstand.
- Der Zug war mit mehr als 800 Personen besetzt.
- Die Abteile, in denen ausschließlich Kinder saßen, waren durch das Bahnpersonal verschlossen worden, was einer damals üblichen Praxis entsprach.[1]

## Verlauf
Am 12. Juni 1889 blieb ein Sonderzug für einen Schulausflug von Armagh Richtung Warrenpoint kurz vor dem Ende einer 4 km langen Steigung von 1,33 % liegen. Um weiterfahren zu können, trennte das Eisenbahnpersonal den Zug in zwei Teile, um zunächst die ersten fünf Wagen in den nächsten Bahnhof zu ziehen. Da die Smith-Bremse im abgetrennten Zugteil nun nicht mehr wirksam war, musste der zweite Zugteil des Sonderzuges von Hand gebremst werden. Von den zurückgelassenen Wagen hatte aber nur einer eine Handbremse. Deshalb legten die Eisenbahner Steine unter die Räder eines Wagens. Die Anfahrt des vorderen Zugteils gelang zunächst nicht, weil die Lokomotive bei ihrem Totpunkt zum Stillstand gekommen war. Um den zu überwinden, ließ der Lokomotivführer die Maschine etwas rückwärts rollen. Dabei erhielten die 10 zurückgelassenen Wagen aber einen leichten Stoß, durch den die Steine weggeschleudert wurden. Sie begannen rückwärts zu rollen und konnten durch die eine zur Verfügung stehende Handbremse nicht mehr gehalten werden.
Das Bahnhofspersonal von Armagh hatte von den Problemen des Sonderzugs nichts mitbekommen. Nach Verstreichen des vorgeschriebenen Zeitraums für den Abstand zweier Züge erhielt der planmäßige Zug deshalb einen Abfahrauftrag. Dieser bestand aus einer Lokomotive, einem Schlepptender, einem Gepäckwagen, einem Bremswagen und vier Personenwagen.
Die entlaufenen Wagen und die Lokomotive des Planzuges stießen zusammen. Der Lokomotivführer des Planzuges hatte die Wagen auf sich zukommen sehen und seinen Zug abgebremst, so dass dieser beim Aufprall nur noch mit einer Geschwindigkeit von etwa 8 km/h fuhr. Bei dem Zusammenstoß wurden die drei hinteren Wagen des Sonderzugs völlig zerstört. Die Lokomotive des planmäßigen Personenzuges stürzte um und die Kupplungen zwischen dem Gepäckwagen und den übrigen fünf Wagen und zwischen Lokomotive und Schlepptender rissen. Die letzten fünf Wagen begannen nun talwärts zu rollen. Sie konnten aber von den Bremsern nach 400 Metern zum Stehen gebracht werden. Ein weiterer Zusammenstoß drohte, als sich der Schlepptender der Lokomotive des planmäßigen Personenzuges mit dem Gepäckwagen ebenfalls talwärts in Bewegung setzte und auf den zum Stehen gebrachten Zugteil zurollte. Der Lokomotivführer, der beim Zusammenprall auf den Tender geschleudert worden war, konnte diesen mit der Bremse des Tenders ebenfalls zum Stillstand bringen, bevor er auf den stehenden Zugteil auflief.

## Untersuchungsergebnis
Die Lokomotive war viel zu schwach, um den Sonderzug die lange Rampe hinter Armagh hinaufbefördern zu können. Darüber hinaus war der Sonderzug kurz vor der Abfahrt nochmals verlängert worden. Die Smith-Bremsen, ebenso wie das Fahren der Züge im Zeitabstand erwiesen sich als unzureichend, um die Probleme der auslösenden Betriebsstörung ausgleichen zu können.

## Folgen
Als Konsequenz der Katastrophe verabschiedete das Parlament des Vereinigten Königreichs den Regulation of Railways Act 1889, ein Gesetz, das selbsttätige Bremsen, Fahren im Raumabstand, das Zugmeldeverfahren und die Signalabhängigkeit der Weichen verbindlich vorschrieb.

## Ähnliche Unfälle
Ähnliche Unfälle, bei denen Teile eines Zuges mit sich selbst einen Auffahrunfall verursachten, sind:
- Eisenbahnunfall von Pelm, Preußen, 1897
- Eisenbahnunfall von Tenga, Mosambik, 2002